# Зыков, Сергей Викторович (футболист)
Сергей Викторович Зыков (18 июня 1968) — советский и российский футболист, защитник, полузащитник.
Всю профессиональную карьеру провёл в «Звезде» Иркутск. Выступал за команду в течение 16 сезонов в 1985—1986 и 1989—2002 годах, провёл в первенстве 450 игр, забил 12 голов. Во второй лиге СССР (1985—1986, 1989—1991) и второй лиге/втором дивизионе России (1997—2002) сыграл 272 матча, забил четыре гола; в первой лиге России (1992—1996) сыграл 178 игр, забил восемь голов.
В 2003 году играл в команде КФК «Зенит» (Иркутск).